# مانولو غونزاليس
خوسيه مانويل «مانولو» غونزاليس ألفاريز (بالإسبانية: José Manuel "Manolo" González Álvarez؛ مواليد 14 يناير 1979) هو مدرب كرة قدم إسباني ولاعب سابق، وهو المدير الفني الحالي لنادي إسبانيول في الدوري الإسباني.

## المسيرة الكروية
وُلِد في كوريل فولوسو [الإنجليزية]، لوغو، غاليسيا، وانتقل جونزاليس إلى برشلونة في سن الثالثة، وبدأ مسيرته مع كوليجيو دالفي في سن الثامنة. في العام التالي، انتقل إلى نادي مارتينينك [الإنجليزية]، وقضى عامًا مع نادي سانت غابرييل [الإنجليزية] قبل أن يخوض أول مباراة له مع الفريق الأول.
لعب جونزاليس لاحقًا لصالح جرامينيت ب [الإنجليزية] وسانتبويا [الإنجليزية] ومونتانيسا [الإنجليزية]، حيث عانى من إصابة خطيرة في الركبة مع الأخير. ثم وقع بعد ذلك مع نادي بوبل سيك، لكنه اضطر إلى التقاعد.

## المسيرة التدريبية
بدأ جونزاليس مسيرته الإدارية في سن السادسة عشر، حيث كان مسؤولاً عن فريق إنفانتيل ب التابع لنادي مارتينينك. ثم تولى إدارة سان غابرييل في عدة فئات مختلفة، وعمل أيضًا سائق حافلة حضرية.
في عام 2005، انضم جونزاليس إلى نادي بادالونا كمدير لفريق الشباب، وكان مسؤولاً عن الفريق لمدة سبع سنوات قبل أن يغادر في مايو 2012. في 25 مايو من ذلك العام، تم تعيينه مديرًا للفريق الأول لنادي مونتانيسا، في دوري الدرجة الثالثة [الإنجليزية].
في 20 يونيو 2014، بعد فشله في الصعود في المباريات الفاصلة، عاد جونزاليس إلى بادالونا، بصفته الآن مديرًا للفريق الرئيسي في دوري الدرجة الثانية ب؛ وتم تقديمه من قبل النادي في 3 يوليو. في 7 مايو 2015، بعد أن قاد النادي إلى المركز الخامس، جدد عقده حتى عام 2018.
في 31 مايو 2018، غادر جونزاليس نادي بادالونا لتولي تدريب نادي الدرجة الثالثة الآخر سي دي إيبرو. على الرغم من قيادته للنادي إلى دور الـ32 في كأس ملك إسبانيا للموسم واحتلاله المركز التاسع في الدوري، إلا أنه غادر باتفاق متبادل في 23 مايو 2019.
في 7 أكتوبر 2019، عاد غونزاليس إلى فريق إسكابولاتس، ليحل محل خوانما بونس المطرود. جدد ارتباطه بالنادي لمدة عام آخر في 20 مايو التالي، لكنه غادر في 26 مايو 2021، بعد رفض صفقة جديدة.
في 8 يونيو 2021، تم تعيين غونزاليس على رأس فريق بينيا ديبورتيفا، في دوري الدرجة الثانية الإسباني الذي تم إنشاؤه حديثًا. في 31 مايو 2023، بعد فشله في الصعود في مباراتين فاصلتين متتاليتين، غادر النادي، وتولى تدريب فريق الدوري الآخر إسبانيول ب في 3 يوليو.
في 12 مارس 2024، تم تعيين غونزاليس مديرًا للفريق الأول لإسبانيول في دوري الدرجة الثانية، ليحل محل لويس ميغيل راميس. أقيمت أول مباراة احترافية له بعد خمسة أيام، حيث فاز خارج أرضه بنتيجة 1–0 على ريال سرقسطة.
قاد جونزاليس فريق إسبانيول إلى الصعود إلى الدوري الإسباني في المحاولة الأولى [الإنجليزية]، بعد هزيمة ريال أوفييدو في نهائيات المباريات الفاصلة.

## الإحصائيات التدريبية
آخر تحديث 24 مايو 2025
.
| الفريق                 | #        | من            | إلى           | السجل | السجل | السجل | السجل | السجل | السجل | السجل | السجل  | م.     |
| الفريق                 | #        | من            | إلى           | لعب   | ف     | ت     | خ     | له    | عليه  | فرق   | ف،ز %  | م.     |
| ---------------------- | -------- | ------------- | ------------- | ----- | ----- | ----- | ----- | ----- | ----- | ----- | ------ | ------ |
| مونتانيسا [الإنجليزية] | إسبانيا  | 25 مايو 2012  | 20 يونيو 2014 | 80    | 32    | 26    | 22    | 101   | 85    | +16   | 040٫00 | [ 21 ] |
| بادالونا               | إسبانيا  | 20 يونيو 2014 | 31 مايو 2018  | 162   | 56    | 60    | 46    | 173   | 159   | +14   | 034٫57 | [ 22 ] |
| ديبورتيفو إيبرو        | إسبانيا  | 31 مايو 2018  | 23 مايو 2019  | 42    | 13    | 17    | 12    | 33    | 38    | −5    | 030٫95 | [ 23 ] |
| بادالونا               | إسبانيا  | 7 أكتوبر 2019 | 26 مايو 2021  | 50    | 15    | 17    | 18    | 43    | 49    | −6    | 030٫00 | [ 24 ] |
| بينيا ديبورتيفا        | إسبانيا  | 8 يونيو 2021  | 31 مايو 2023  | 75    | 35    | 22    | 18    | 102   | 66    | +36   | 046٫67 | [ 25 ] |
| إسبانيول ب             | إسبانيا  | 3 يوليو 2023  | 12 مارس 2024  | 26    | 10    | 8     | 8     | 32    | 29    | +3    | 038٫46 | [ 26 ] |
| إسبانيول               | إسبانيا  | 12 مارس 2024  | الآن          | 56    | 18    | 18    | 20    | 59    | 60    | −1    | 032٫14 | [ 27 ] |
| الإجمالي               | الإجمالي | الإجمالي      | الإجمالي      | 491   | 179   | 168   | 144   | 543   | 486   | +57   | 036٫46 | —      |

## وصلات خارجية
- Manolo González على موقع قاعدة بيانات كرة القدم.إي يو (الإنجليزية)
- Manolo González على موقع Soccerway.com (الإنجليزية)
- Manolo González على موقع عالم كرة القدم.نت (الإنجليزية)
- مانولو غونزاليس manager profile على BDFutbol
- مانولو غونزاليس على LaPreferente (بالإسبانية)
- مانولو غونزاليس  على سكروي